# Hitotsume-kozo

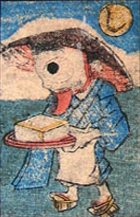
Carta do jogo japonês Obake Karuta (jogo dos monstros), mostrando um Hitosume-kozo.

Hitotsume-kozo ("garotos de um olho", [一つ目小僧] Erro: {{japonês}}: texto da transliteração contém caractere não latino (pos 1) (ajuda)) é um youkai japonês. Eles têm aproximadamente o tamanho de uma criança de dez anos, mas por outro lado, lembram monges budistas carecas. Sua característica mais proeminente, contudo, é seu único olho gigante no centro do rosto, similar aos ciclopes da mitologia grega.
Os Hitotsume-kozo são criaturas relativamente benignas, que se satisfazem em assustar as pessoas ou gritar para que façam silêncio (eles gostam de silêncio). Apesar disso, muitas pessoas consideram o encontro com um deles um sinal de má sorte. Por isso, os supersticiosos costumam deixar cestas de bambu na frente de suas casas, pois elas têm fama de repeli-los.